# 北幸二
北 幸二（きた こうじ、1953年3月15日 - ）は、日本の実業家。関西アーバン銀行代表取締役頭取や、滋賀経済同友会代表幹事を務めた。

## 人物・経歴
奈良県出身。1976年神戸大学法学部卒業、住友銀行（現三井住友銀行）入行。岡本支店長、人事部副部長、営業第二部長等を経て、2003年三井住友銀行執行役員大阪本店営業第三部長。2004年三井住友銀行執行役員西日本第一法人営業本部長。2005年関西アーバン銀行代表取締役専務。2007年関西アーバン銀行代表取締役副頭取。
2008年から関西アーバン銀行代表取締役頭取を務め、びわこ銀行との経営統合に伴うシステム統合や、支店の統廃合などにあたった。2014年関西アーバン銀行代表取締役副会長。2016年滋賀経済同友会代表幹事。2018年滋賀経済同友会特別幹事。